# Aéroréfrigérant

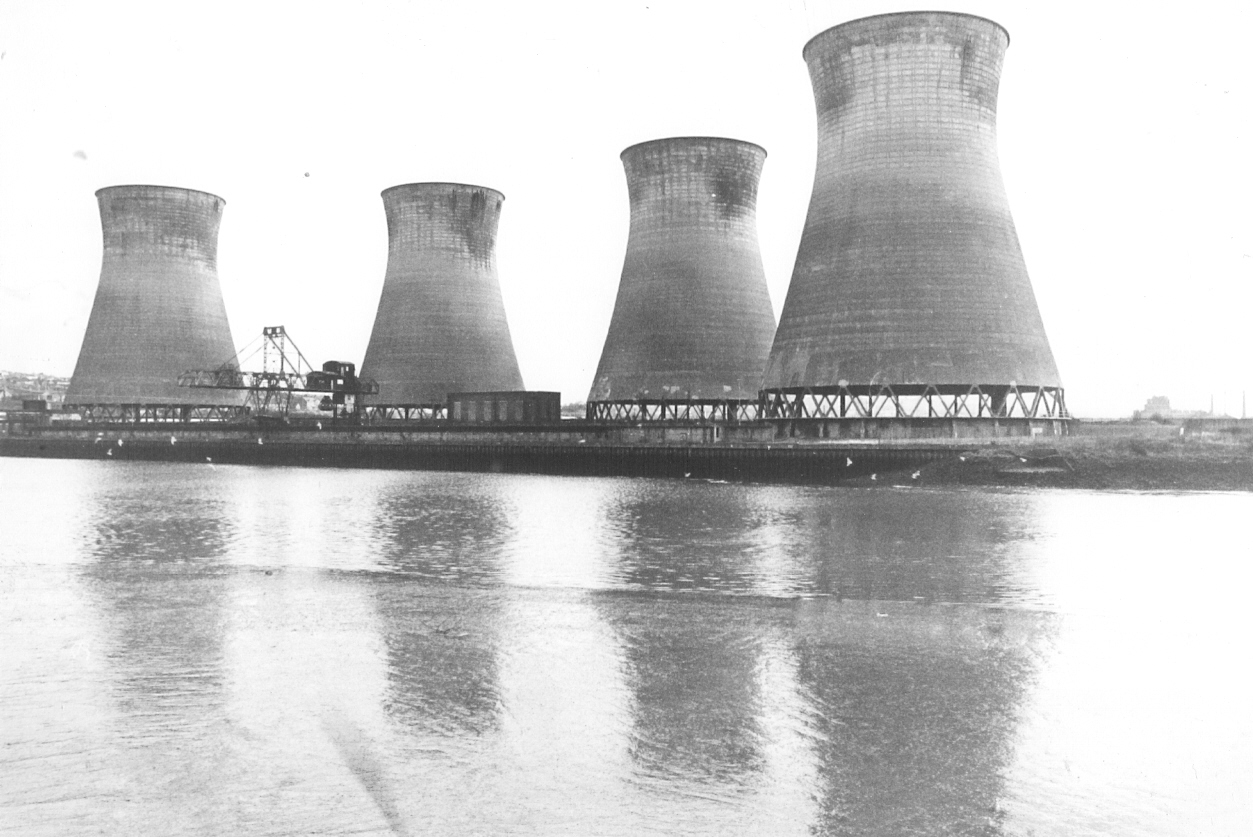
La centrale nucléaire Stella de Blaydon (1951) fut la première équipée d'aéroréfrigérants de type tours de refroidissement à structure hyperboloïde.

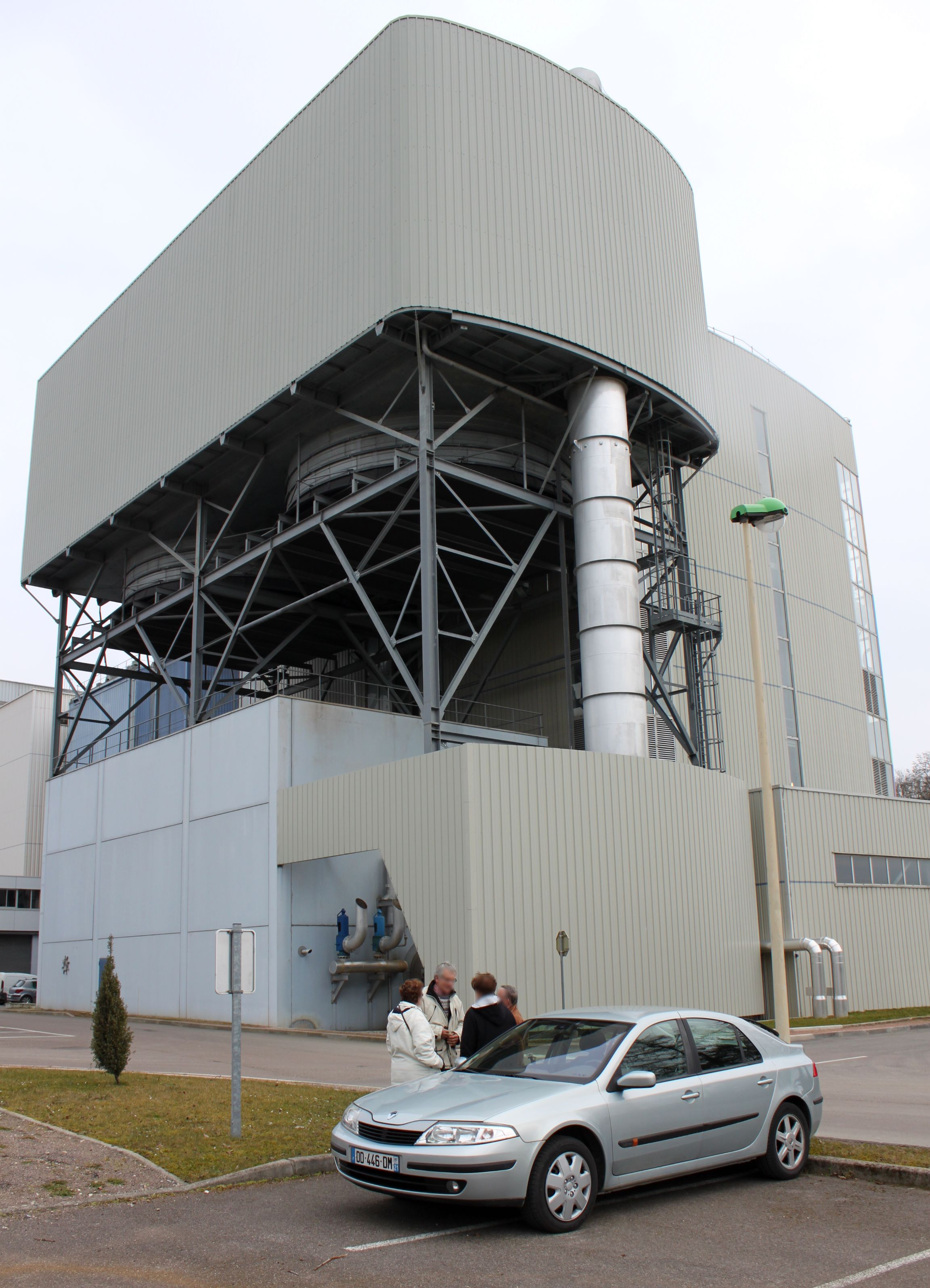
Aéroréfrigérants de type aérocondenseur pour refroidir la vapeur en sortie de turbine d'usine d'incinération productrice d'électricité.

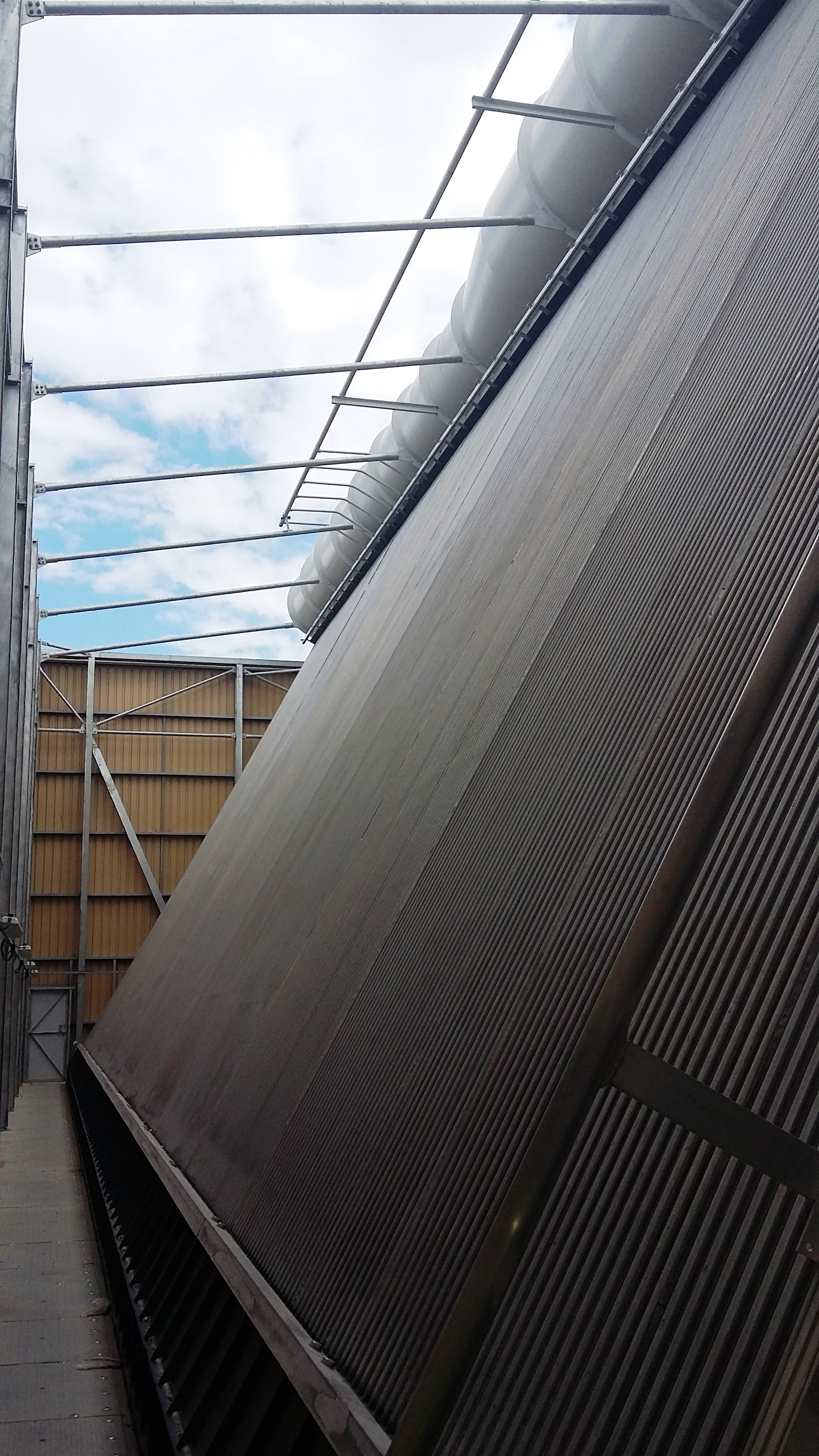
Surface d'échange des aérocondenseur vapeur en sortie de turbine de production d'électricité,

Un aéroréfrigérant est un cas particulier des échangeurs de chaleur. C'est un dispositif permettant de transférer de l'énergie thermique d'un fluide interne vers l'air extérieur. L'aéroréfrigérant est composé d'une surface d'échange et d'un moyen de ventilation. En fonction du fluide et de la méthode d'échange de chaleur, on utilisera des termes plus spécifiques : 
- on parlera d'aérocondenseur quand le fluide est de la vapeur d'eau que l'on condense à travers des tubes à ailettes. Les ailettes ayant le rôle d'augmenter la surface d'échange. On retrouve les aérocondenseurs principalement dans la production d'électricité.
- on parlera de tour de refroidissement, si le fluide est en contact direct avec l'air extérieur (l'échange de chaleur ne passe alors pas à travers un tube). On retrouve les tours de refroidissement dans l'industrie, la climatisation et la production d'électricité.
- on parlera d'air-cooler, si le fluide ne peut pas être en contact direct avec l'air extérieur et l'échange de chaleur passe à travers un tube. Par exemple, on utilise un air-cooler pour refroidir l'eau d'un circuit de refroidissement d'un moteur thermique. On utilise cette méthode pour refroidir un liquide (eau, eau glycolée, huile, fioul…) ou pour condenser et refroidir un gaz (gaz frigorigènes : R22, R134a, R404A, R407C, R410A, R717 (NH3), R502, etc ) 
Dans les aéroréfrigérants, le flux d'air est généralement assuré par un groupe moto-ventilateur, on parle alors de tirage forcé ou induit. Dans certains cas particuliers, on utilise la différence de densité de l'air pour générer un tirage naturel; c'est le cas spécifique des tours de refroidissement à structure hyperboloïde ou des Radiateurs. 